# Bernhard Heinisch
Bernhard Heinisch (* 1985) ist ein deutscher Politiker (Freie Wähler). Er ist seit Oktober 2023 Abgeordneter im Bayerischen Landtag.

## Lebenslauf
Heinisch ist ausgebildeter Elektroniker Fachrichtung Energie- und Gebäudetechnik und war bis zu seiner Wahl in den Landtag Angestellter der Stadt Amberg, in der er auch wohnt. 

## Politik
Bei der Landtagswahl in Bayern am 8. Oktober 2023 erreichte er als Direktkandidat im Stimmkreis Amberg-Sulzbach mit 18,1 % die zweitmeisten Stimmen. Im Wahlkreis Oberpfalz erreichte er das drittbeste Ergebnis seiner Partei, die auf insgesamt vier Mandate kam; er zog damit in den Landtag ein.

## Ehrenamt
Er gehört der Vorstandschaft der Freien Wähler Amberg an. Ferner ist er Organisationsleiter Oberpfalz FC Sternstunden und Technischer Direktor der Würzburger Kickers. Außerdem sitzt er im Beirat von Global United FC.